# Freccia (cacciatorpediniere 1931)
Il Freccia è stato un cacciatorpediniere della Regia Marina.

## Storia
Nel 1936-1938 partecipò alla guerra civile spagnola. Durante tale conflitto, il 14 agosto 1937, cannoneggiò e silurò al largo di Tunisi, affondandola (per altre fonti danneggiandola), la nave cisterna battente bandiera britannica George M. C. Knight, da 6213 tonnellate di stazza lorda.

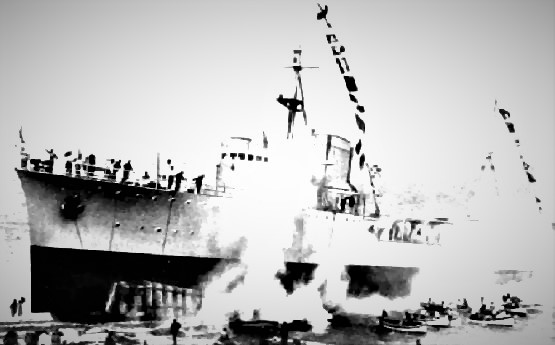
Il varo del Freccia

All'ingresso dell'Italia nella seconda guerra mondiale faceva parte della VII Squadriglia Cacciatorpediniere, insieme ai gemelli Dardo, Saetta e Strale.
Alle 14.10 del 7 luglio partì da Taranto insieme alle unità gemelle, alle corazzate Giulio Cesare e Conte di Cavour ed alla VIII Squadriglia Cacciatorpediniere (Folgore, Fulmine, Lampo e Baleno) in appoggio ad un convoglio per la Libia (formato dai trasporti truppe Esperia e Calitea, motonavi Marco Foscarini, Francesco Barbaro e Vettor Pisani, con la scorta delle torpediniere Orsa, Procione, Orione, Pegaso, Abba e Pilo).
Questa formazione si congiunse poi con la I e II Squadra Navale, prendendo parte alla battaglia di Punta Stilo del 9 luglio.
Nella notte tra l'11 ed il 12 novembre si trovava ormeggiato nel porto di Taranto quando tale base fu attaccata da aerosiluranti britannici: il Freccia, rimasto indenne dagli attacchi aerei, ebbe invece alcuni danni perché accidentalmente colpito dal tiro contraereo della vicina corazzata Conte di Cavour.
Il 27 novembre, partito da Napoli con le corazzate Giulio Cesare e Vittorio Veneto, i gemelli Dardo e Saetta e la XIII Squadriglia Cacciatorpediniere (Granatiere, Fuciliere, Bersagliere, Alpino) partecipò all'inconclusiva battaglia di Capo Teulada.
Ad inizio 1941 subì alcuni lavori che comportarono la sostituzione degli impianti binati Breda Mod. 31 da 13,2 mm in plancia con due mitragliere singole Breda 20/65 Mod. 1935, e quella dei due pezzi illuminanti da 120 con altrettanti impianti binati da 20 mm.
Il 22 gennaio fu di scorta sulla rotta Napoli-Trapani, insieme al gemello Saetta, ai trasporti truppe Marco Polo, Conte Rosso, Esperia e Victoria (il convoglio proseguì per Tripoli scortato dalla XIV Squadriglia Cacciatorpediniere).
Dal 5 al 7 febbraio scortò da Napoli a Tripoli, insieme ai cacciatorpediniere Saetta e Tarigo (ai quali poi si aggregò, il 6, l'incrociatore leggero Bande Nere) un convoglio formato dai trasporti truppe Marco Polo, Conte Rosso, Esperia e Calitea; scortò inoltre le navi sulla rotta di rientro, dal 9 all'11 febbraio.
Il 21 febbraio fece parte, insieme ai cacciatorpediniere Saetta e Turbine, della scorta di un convoglio formato dai mercantili Heraklea, Maritza e Menes, in navigazione da Napoli a Tripoli; il sommergibile britannico Regent silurò il Menes, che tuttavia rimase a galla e fu rimorchiato a Tripoli dal Saetta.
Dal 3 al 6 marzo scortò da Napoli a Tripoli, insieme al cacciatorpediniere Tarigo ed alla torpediniera Castore, un convoglio di rifornimenti per il Deutsches Afrikakorps (piroscafi Arta, Adana, Aegina, Sabaudia).
Alle 4.40 del 24 maggio salpò da Napoli di scorta, insieme alle torpediniere Procione, Orione e Pegaso, ad un convoglio composto dai trasporti truppe Conte Rosso, Marco Polo, Esperia e Victoria; si aggiungeva poi la scorta indiretta della III Divisione incrociatori (Trieste e Bolzano) con i cacciatorpediniere Ascari, Corazziere e Lanciere, nonché, per un breve lasso di tempo (tornarono in porto alle 19.10), delle torpediniere Perseo, Calliope e Calatafimi. Alle 20.40 il sommergibile britannico Upholder, dopo aver avvistato il convoglio ed essersi avvicinato, lanciò due siluri: il Freccia evitò di stretta misura le armi, che però centrarono il loro bersaglio, ossia il Conte Rosso: il piroscafo affondò in dieci minuti, trascinando con sé 1297 uomini. Il Freccia (dopo un infruttuoso lancio di bombe di profondità contro l’Upholder) e le altre unità della scorta provvidero al recupero dei 1432 superstiti.
Il 17 agosto fece parte, unitamente ai cacciatorpediniere Dardo ed Euro ed alle torpediniere Procione, Pegaso e Sirtori, della scorta di un convoglio formato dai mercantili Maddalena Odero, Nicolò Odero, Caffaro, Giulia, Marin Sanudo e Minatitlan; il sommergibile olandese O 23 silurò il Maddalena Odero che fu poi finito da aerei il 18, mentre rientrava a Lampedusa scortato dalle torpediniere Pegaso e Sirtori, mentre le altre unità giunsero a Tripoli il 19.
Il 5 settembre salpò da Tripoli per scortare a Napoli, insieme ai cacciatorpediniere da Recco, Folgore e Strale cui poi si aggiunse la torpediniera Circe, il piroscafo Ernesto, la motonave Col di Lana e la nave cisterna Pozarica; il 7 settembre l’Ernesto fu silurato e danneggiato dal sommergibile olandese O 21 al largo di Pantelleria fu condotto a Trapani da Strale e Circe (arrivandovi l'8), mentre il resto del convoglio proseguiva per Napoli (ove giunse l'indomani).
L'11 dicembre salpò da Brindisi per scortare a Bengasi il trasporto truppe Calitea, ma, alle 16.25, il mercantile fu silurato dal sommergibile HMS Talisman e s'inabissò in un paio di minuti posizione 36°23' N e 20°33' E; il Freccia non poté, dopo aver effettuato un passaggio con l'infruttuoso lancio di alcune bombe di profondità, che recuperare 238 superstiti delle 393 persone imbarcate sulla motonave, dirigendo poi per Navarino ove furono sbarcati i militari superstiti (i civili furono invece trasbordati, ad Argostoli, sul cacciatorpediniere Turbine).
Alle 13.15 del 3 gennaio 1942 salpò da Brindisi insieme alla torpediniera Procione, di scorta, nell'ambito dell'operazione «M 43», alla moderna motonave Gino Allegri; il convoglio giunse indenne a Tripoli il 5 gennaio.
Il 4 giugno era di scorta alla moderna motonave Reginaldo Giuliani sulla rotta Taranto-Bengasi, quando questa fu immobilizzata da aerosiluranti: si tentò più volte di prenderla a rimorchio, ma infine, falliti tutti i tentativi, la Giuliani dovette essere abbandonata ed affondata da un'altra delle unità di scorta, la torpediniera Partenope, alle 6.30 del 5.
Durante la Battaglia di mezzo giugno fu tra le unità inviate a recuperare i superstiti dell'incrociatore pesante Trento, danneggiato da un aerosilurante e finito dal sommergibile P 35.
Tra il 3 ed il 5 agosto scortò un convoglio composto dalle motonavi Ankara, Nino Bixio e Sestriere (con destinazione Tobruk per la prima e Bengasi per le altre due; il carico era costituito da 92 carri armati, 340 automezzi, 3 locomotive, una gru, 292 militari, 4381 t di combustibili ed olii lubrificanti, 5256 t di altri rifornimenti), insieme ai cacciatorpediniere Corsaro, Legionario, Folgore, Grecale e Turbine, nonché le torpediniere Partenope e Calliope; le navi giunsero a destinazione nonostante numerosi attacchi aerei; in quell'occasione si verificò peraltro il primo attacco condotto da velivoli statunitensi contro unità italiane (si trattò di un attacco di bombardieri Consolidated B-24 Liberator).
Il 6 settembre prese a rimorchio la moderna motonave Luciano Manara, danneggiata da un aerosilurante, portandola ad incagliare nella baia di Arilla (Grecia); l'unità poté poi essere disincagliata e riparata.
Il 13 dicembre faceva parte della scorta della nuova motonave Foscolo, in navigazione carica di carburante da Napoli a Tripoli: alle 21.58 tale unità fu colpita da aerosiluranti al largo di Marsala ed affondò in fiamme in posizione 37°33' N e 12°02' E.

Il Freccia (primo a sinistra) fotografato all’ormeggio nel 1940

Il 29 dicembre era di scorta al piroscafo Iseo, quando entrambe le navi furono attaccate da aerei: il Freccia fu danneggiato da bombe, mentre l’Iseo, centrato da un siluro, saltò in aria investendo anche il cacciatorpediniere, che ne ebbe altri danni. Il Freccia provvide comunque al recupero dei superstiti (13 su un totale di 72 persone che si trovavano a bordo dell’Iseo).
Durante i successivi lavori di riparazione, l'unità subì anche alcune modifiche, quali la sostituzione del complesso lanciasiluri poppiero con 2 mitragliere da 37 mm e l'imbarco di 3 mitragliere da 20 mm.
L'8 agosto 1943 si trovava a Genova per lavori, ormeggiato al molo Parodi, quando la città fu oggetto di un pesante bombardamento a tappeto da parte di una settantina di bombardieri del «Bomber Command» della Royal Air Force: il Freccia, centrato da due bombe all'1.25 della notte, sbandò sul lato sinistro e si adagiò sui bassifondali, restando in parte emergente.
Il Freccia aveva effettuato complessivamente 165 missioni di guerra (7 con le forze navali, 5 di caccia antisommergibile, 92 di scorta convogli, una di trasporto, 16 addestrative e 44 di trasferimento o di altro tipo), percorrendo 68.062 miglia e trascorrendo 344 giorni ai lavori.
Il relitto, recuperato nel 1949, fu demolito.

### Comandanti
Capitano di vascello Giuseppe Fioravanzo (nato a Monselice il 14 agosto 1891) (1935)
Capitano di vascello Ernesto Pacchiarotti (nato a Ravenna il 1 marzo 1893) (1937)
Capitano di vascello Lorenzo Gasparri (nato a Napoli il 25 aprile 1894) (1938)
Capitano di fregata Amleto Baldo (nato a La Spezia il 29 giugno 1899) (1939 - aprile 1941)
Capitano di fregata Giorgo Ghe' (nato a Genova il 21 luglio 1901) (aprile - 4 ottobre 1941)
Capitano di fregata Alvise Minio Paluello (nato a Venezia il 15 settembre 1900) (5 ottobre 1941 - ottobre 1942)
Capitano di fregata Giuseppe Andriani (nato ad Oria il 20 febbraio 1903) (interinale ottobre 1942)
Capitano di fregata Alvise Minio Paluello (nato a Venezia il 15 settembre 1900) (ottobre - 26 novembre 1942)
Capitano di fregata Giuseppe Andriani (nato ad Oria il 20 febbraio 1903) (27 novembre 1942 - 8 agosto 1943)